# Luca-Sandro Trefz
Luca-Sandro Trefz (* 5. März 2002 in Öhringen) ist ein deutscher Automobilrennfahrer.

## Karriere
Seine Karriere begann 2017 im ADAC Kart Masters. Dort fuhr er für das Team Zinner und wurde 12. in der Saison-Platzierung. Danach wechselte Trefz zum HTP-Kart-Team und erzielte 2018 den 2. Platz in der deutschen Meisterschaft.
2019 wechselte er in die ADAC GT4 zum Team Leipert Motorsport, wo er in einem Mercedes-AMG GT4 Platz 4 in der Gesamtwertung erzielte, Hinzu kamen Platz 2 in der Rookie-Wertung und der Meistertitel in der Pro-Am-Klasse der GT4 European Series. Danach wechselte er zum Team  Mann-Filter HTP-Winward. Trefz erzielte beim 24h-Rennen auf dem Nürburgring 2020 den 2. Platz in der Klasse SP10 in dem Porsche 718 GT4.
2021 erfolgte der Aufstieg in die ADAC GT3. Für das Team Land Motorsport erzielte er im Audi R8 LMS GT3 den 26. Platz in der Gesamtwertung. Auch im Jahr 2021 fuhr Trefz beim 24h-Rennen auf dem Nürburgring in der Klasse SP09-Pro mit. Er erzielte im Mercedes-AMG GT3 Evo den 3. Platz.
Seine derzeitigen Manager sind Bernd Schneider und Norbert Brückner von der BSC Sports AG.